# Валунистое месторождение
Валуни́стое месторождение — коренное золото-серебряное месторождение в пределах Анадырского района Чукотского автономного округа.
Находится в 237 км от окружного центра, с которым связано автозимником.

## Геологическая характеристика
Месторождение относится к золотосеребряной Канчалано-Амгуэмской металлогенической зоне. Рудные тела представляют собой пакеты крутопадающих кварц-адуляровых и кварцевых жил мощностью до 16 м, их протяженность доходит до 500—600 м. Вертикальный размах оруденения составляет около 160 м.

### Запасы
Утверждённые запасы золота составляют 37,5 тонн, серебра — 140 тонн, прогнозные ресурсы золота — до 50 тонн. Среднее содержание золота в руде — около 2 граммов на тонну горной породы, серебра — до 90 граммов.

## История открытия и разработки
Валунистое месторождение было открыто в 1960 году, геологоразведочные изыскания производились с 1988 по 1995 гг.
В 1995-96 гг. предпринимались попытки промышленного извлечения металла, однако вследствие несовершенства технологии добычи они оказались неудачными.
В 1999 году лицензию на разработку месторождения получила старательская артель «Чукотка»,
За несколько последующих лет предприятие построило благоустроенный вахтовый посёлок, обогатительную фабрику мощностью 200 тыс. т руды в год, ДЭС мощностью 7 МВт, к 2005 году была протянута двухсоткилометровая ЛЭП 110 кВ от Эгвекинотской ГРЭС, отсыпана автодорога, связавшая месторождение с посёлком Эгвекинот.
В 2011 году месторождение перешло под контроль горной компании, принадлежащей Роману Абрамовичу.

## Золотодобыча
Добыча руды производится из двух карьеров.
В 2010 году на месторождении было извлечено 1 386 кг золота, в 2011 году — 900 кг.